# Martin Lachaud
Pour les articles homonymes, voir Lachaud.
Martin Lachaud, né en 1974, est un skieur de vitesse français.

## Carrière
Il est Champion du Monde Pro en 2003 en remportant le classement général du Championnat du Monde Pro, disputé en 2 manches, aux Arcs (73) et à Vars (05). Il est monté sur le podium des manches du Championnats du monde Pro de ski de vitesse 2001 et 2003 des Arcs. Il est sacré champion de France de ski de vitesse en 2006.